# Rhabdophilacris sylvatica
Rhabdophilacris sylvatica är en insektsart som beskrevs av Christiane Amédégnato 1985. Rhabdophilacris sylvatica ingår i släktet Rhabdophilacris och familjen gräshoppor. Inga underarter finns listade i Catalogue of Life.